# Milton Acorn
Pour les articles homonymes, voir Acorn.
Milton James Rhode Acorn (30 mars 1923 à Charlottetown - 20 août 1986 à Charlottetown) est un poète populiste et pamphlétaire.

## Biographie
Acorn a une réputation d'« enfant terrible » de la poésie canadienne-anglaise. Il est marié à Gwendolyn MacEwen.

## Œuvres
- In Love and Anger (1956)
- Against a League of Liars (1960)
- The Brain's the Target (1960)
- Jawbreakers (1963)
- I've Tasted My Blood (1969)
- I Shout Love and On Shaving Off His Beard (1971)
- More Poems for People (1972)
- The Island Means Minago (1975)
- The Road to Charlottetown (avec Cedric Smith, 1977)
- Jackpine Sonnets (1977)
- Captain Neal MacDougal & the Naked Goddess (1982)
- Dig Up My Heart: Selected Poems, 1952-1983 (1983)
- Whiskey Jack (1986)  (ISBN 0-919957-21-8)
- A Stand of Jackpine (with James Deahl, 1987)
- The Uncollected Acorn (1987)
- I Shout Love and Other Poems (1987)
- Hundred Proof Earth (1988)
- To Hear the Faint Bells (1996)

Dig Up My Heart est considéré comme le recueil le plus complet de son œuvre.

## Distinctions
- 1975 : Prix du Gouverneur général pour The Island Means Minago